# Muslimische Akademie in Deutschland
Muslimische Akademie in Deutschland ist eine muslimische Institution und eingetragener Verein mit Sitz in Berlin. Sie wurde am 30. Juni 2004 in Berlin gegründet. Die Muslimische Akademie hat das Ziel „Forum des innermuslimischen Dialogs“, aber auch „Stätte der Begegnung von Religionen und Kulturen“ zu sein, sowie die Gruppe der Islamischen Organisationen in Deutschland zu ergänzen.

## Ansatz
Laut Satzung sind die Mitglieder der Akademie „zur Wahrnehmung, Reflexion und Vertretung der Pluralität des Islam als Religion, Kultur und Zivilisation bereit“.
An Veranstaltungen der Akademie (Seminare, Tagungen, Kolloquien und Diskussionen) kann jeder Interessierte teilnehmen.
Kooperationspartner der Institution ist die Bundeszentrale für politische Bildung.

## Trägerverein
Die letzte Vorsitzende des Trägervereins war Hamideh Mohagheghi, ihr Stellvertreter war Abdul Hadi C. Hoffmann.
Der Trägerverein setzt sich zusammen aus Muslimen zahlreicher verschiedener Glaubensrichtungen und Abstammungen (Türkei, Iran, Ägypten, Afghanistan, Marokko, Sudan, Pakistan, Deutschland).

## Mitglieder (Auswahl)

### Verein
Bekir Alboğa, Fateme Attarbashi, Tarek Badawia, Havva Engin, Abdul Hadi C. Hoffmann, Yasemin Karakaşoğlu, Hamideh Mohagheghi, Kishwar Mustafa, Halit Öztürk

### Kuratorium

#### Muslimische Mitglieder
- Jamal Malik
- Souad Bensalah-Mekkes
- Kadriye Aydın[3]
- Aydan Özoğuz
- Yasemin Karakaşoğlu

#### Nicht-muslimische Mitglieder
- Barbara John
- Elisa Klapheck
- Johannes Kandel
- Heiner Bielefeldt